# Dao Lang
Dao Lang, pseudonimo di Luo Lin (caratteri cinesi: 刀郎; pinyin: Dāo Láng; Sichuan, 1971), è un cantante cinese.
Dopo aver conosciuto la sua attuale seconda moglie, si è trasferito ad Ürümqi, nello Xinjiang.

## Carriera
Il primo album studio di Dao Lang, 2002 Niande Diyi Chang Xue (2002年的第一場雪 - The First Snows of 2002), pubblicato nel 2003, è stato un grande successo in patria, ed include anche un duetto con il cantante Alan Tam, Can't Say Goodbye (cantonese: Seûdbätcöt dëk Gôwbìd; caratteri cinesi: 說不出的告別). Nei suoi altri album sono presenti varie hit, quale il singolo del 2001 Songs from the Western Region.
Dao Lang vanta tour musicali in importanti città cinesi quali Chengdu, Chongqing e Xi'an, oltre che nella regione autonoma del Tibet. È stato anche soprannominato il Wang Luobin del XXI secolo, in quanto ha reinterpretato alcune delle sue canzoni folk ispirate allo stile della Cina occidentale in versione rock moderna. Alcuni di questi brani sono Awariguli (perumibilmente una canzone d'amore folkloristica del popolo degli Uiguri dello Xinjiang), Flowers and Youth (pinyin: Hua'er Yu Shaonian, canzone musulmana del popolo Hui) e At a Faraway Place (pinyin: Zai Na Yaoyuan De Difang, canzone della provincia occidentale cinese del Qinghai). Ha anche reinterpretato in chiave moderna vecchie canzoni folk cinesi quali The Grapes of Turfan are Ripe (pinyin: Tulufan De Putao Shu Liao) e la famosa canzone rivoluzionaria Nanniwan.
Nel 2008, è stato chiamato a cantare, insieme a decine di altri artisti provenienti da ogni regione della Cina, la canzone tema per le Olimpiadi di Pechino 2008, Beijing Huanying Ni.